# 1938 ve fotografii

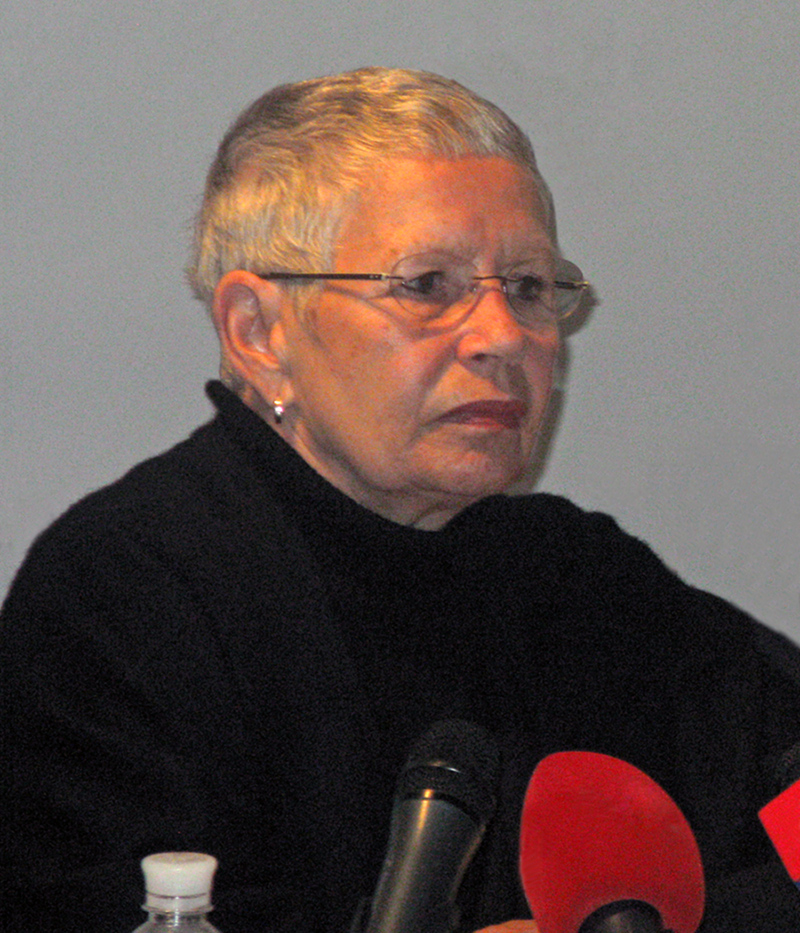
Dne 20. května se narodila Astrid Kirchherrová, německá fotografka a designérka, známá svojí spoluprací se skupinou The Beatles

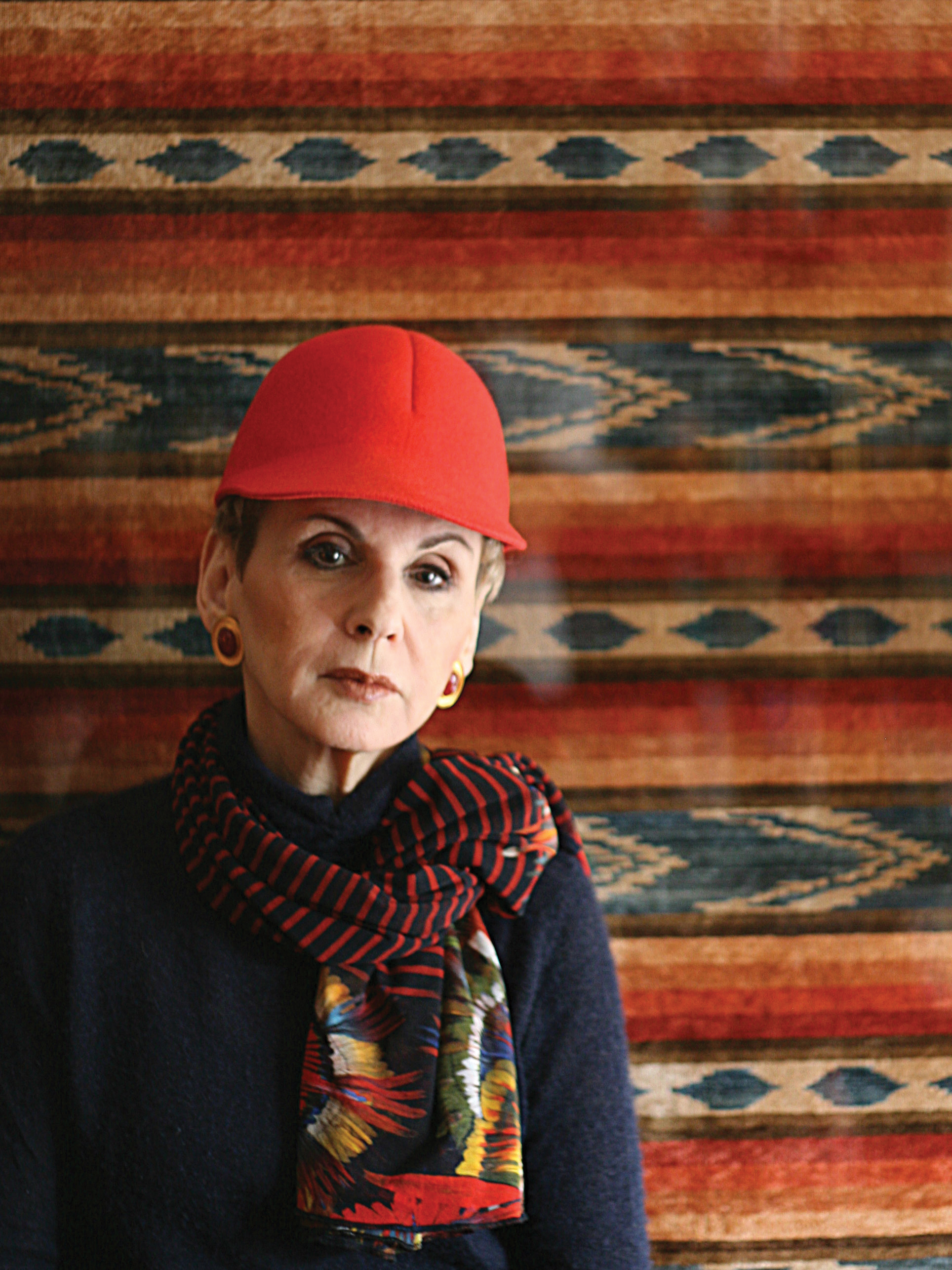
Narodila se Lynn Gilbertová, americká fotografka známá svými portréty slavných žen z 20. až 80. let 20. století a dokumentací tureckých domovů a interiérů

Tento článek obsahuje významné fotografické události v roce 1938.

## Události
- 14. října založila Hélène Roger-Viollet (1901–1985) a její manžel Jean Fisher agenturu Roger-Viollet na adrese Rue de Seine čp. 6 v Paříži, původně na základě fotografické sbírky tvořené Heleniným otcem Henrim Rogerem-Violletem (1869–1946).

## Narození v roce 1938
- 1. ledna – Kwame Brathwaite, americký fotožurnalista a aktivista známý popularizací fráze Black is beautiful († 1. dubna 2023)
- 2. ledna – David Bailey, britský módní a portrétní fotograf
- 2. ledna – Stanislav Tereba, český sportovní a reportážní fotograf, roku 1959 obdržel prestižní cenu World Press Photo za snímek fotbalového brankáře Miroslava Čtvrtníčka Brankář a voda  († 17. ledna 2023)
- 7. ledna – Lynn Gilbertová americká fotografka a autorka známá především svými portréty slavných žen z let 1920–1990 a dokumentací tureckých domovů a interiérů
- 10. ledna – Josef Koudelka, francouzský fotograf českého původu
- 12. ledna – Roger Kasparian, francouzský fotograf, architekt, inženýr a básník arménského původu, fotograf rockových a yé-yé hudebních umělců († 15. února 2024)
- 3. března – Susanne Page, americká fotografka, nejznámější svými fotografiemi domorodých Američanů z jihozápadu († 13. května 2024)
- 6. března – Joel Meyerowitz, americký fotograf
- 12. března – Armando Salgado, mexický fotograf a fotožurnalista († 14. dubna 2018)
- 14. března – Jürgen Knauss, německý podnikatel, obchodník a fotograf († 18. října 2024)
- 15. března – Viktor Vasiljevič Achlomov, ruský fotograf († 15. dubna 2017)
- 20. března – Joco Žnidaršič, slovinský fotoreportér a editor († 28. listopadu 2022)
- 2. dubna – Martine Francková, belgická fotografka agentury Magnum, manželka Henriho Cartiera-Bresson († 16. srpna 2012)
- 24. dubna – Jiří Škoch, český fotograf, sociolog a výtvarný pedagog  († 25. června 2022)
- 24. dubna – Zofia Nasierowska, polská umělkyně, spisovatelka a fotografka, specializující se na portrétní fotografii, krajinu, reportáže († 3. října 2011)
- 29. dubna – Dan Young, norský fotograf († 30. listopadu 2014)
- 4. dubna – Johan van der Keuken, nizozemský fotograf a režisér
- 18. dubna – Masatoši Naitó, japonský fotograf, folklórní tradice, etnologické zvyky, lidová náboženství a šamanky, získal cenu Kena Domona († 9. července 2025)
- 20. května – Astrid Kirchherrová, německá fotografka a designérka, známá svojí spoluprací se skupinou The Beatles († 12. května 2020)[1]
- 21. května – Helga Parisová, německá fotografka známá svými snímky každodenního života ve východním Německu († 5. února 2024)
- 2. června – Sabrina Michaud, francouzská fotografka
- 11. června – Jacques Hoden, francouzský fotograf a automobilový závodník
- 19. června – Margret Nissen, německá fotografka
- 21. července – František Dostál, český reportážní a dokumentární fotograf žijící v Praze († 5. prosince 2022)
- 30. července – Terry O'Neill, britský fotograf, známý svými záběry celebrit
- červenec – Ruiko Jošida, japonská novinářská fotografka, bojovala proti diskriminaci chudých a černochů, nejznámější její cyklus Harlem Black Angels († 31. května 2024)
- 4. srpna – Burk Uzzle, americký fotograf, člen agentury Magnum
- 25. srpna – Boris Michajlov, ukrajinský fotograf
- 29. srpna – Hermann Nitsch, současný umělec a rakouský fotograf, spoluzakladatel vídeňského akčního hnutí (Wiener Aktionismus)
- 3. září – František Janalík český fotograf, novinář, publicista, grafik, spisovatel a amatérský ornitolog, dlouholetý šéfredaktor časopisu Krkonoše († 13. listopadu 2007)
- 10. září – Tove Kurtzweilová, dánská fotografka, dlouhá léta spojena s fotografickou školou Fatamorgana († 2. srpna 2018)
- 25. září – Daniel Cande, francouzský fotograf
- 30. září – Pavel Jasanský, český fotograf († 21. ledna 2021)
- 2. října – Hans Silvester, německý fotograf
- 10. října – Daidó Morijama, japonský fotograf († ?)
- 13. října – George A. Tice, americký fotograf, jeho práce zachycují širokou škálu amerického života, krajiny a městské prostředí, většinou v New Jersey († 16. ledna 2025)
- 1. listopadu – Kim Ki-Chan (김기찬), korejský fotograf, se specializací na pouliční scény v černobílém provedení († 2005)
- 3. listopadu – Anwar Hussein, britský fotoreportér, dvorní fotograf a spisovatel narozený v Tanganice, v roce 2016 se stal nejdéle sloužícím fotografem britské královské rodiny a královny Alžběty II. († 23. září 2024)
- 5. listopadu – Václav Jirsa, český fotograf a fotožurnalista
- 17. listopadu – Tamás Féner, maďarský fotograf, vysokoškolský pedagog, klasik realistické fotografie a fotožurnalistiky
- 9. prosince – Pavel Dias, český fotograf († 19. dubna 2021)
- 9. prosince – Frank Habicht, novozélandský fotograf narozený v Německu známý fotografiemi módy a životního stylu 60. letech 20. století († 8. října 2024)
- ? – Maria Dzierżyńska, polská historička umění, fotografka, autorka recenzí a článků o umění († 26. května 2018)
- ? – Herman Selleslags, belgický fotožurnalista, pracující především pro hudební časopis HUMO († 18. října 2024)

## Úmrtí v roce 1938
- 19. ledna – Macuči Nakadžima, japonský fotograf (* 1850)
- 5. února – Ernest Clair-Guyot, francouzský malíř, ilustrátor, litograf a fotograf (* ?)
- 3. března – Charles Spindler, francouzský malíř, ilustrátor, tesař, spisovatel a fotograf (* ?)
- 8. března – Richard N. Speaight, anglický portrétní fotograf, oficiální fotograf britského královského domu, člen Asociace profesionálních fotografů v Londýně (* ?)
- 25. dubna – František Topič, český knihovník, muzejník a fotograf dlouhodobě působící v Rakouskem-Uherskem okupované Bosně (* 30. července 1857)
- 8. června – Emil Mayer, rakouský právník a fotograf původem z Čech (* 5. října 1871)
- 11. června – Mathilda Ranch, švédská fotografická průkopnice (* 23. června 1860)
- 24. června – C. Yarnall Abbott, americký fotograf a malíř (* 23. září 1870)
- 2. srpna – Sigvald Moa, norský fotograf (* 1879)
- 3. srpna – Gustaaf Oosterhuis, nizozemský fotograf (* 23. dubna 1858)
- 17. srpna – Anne Winterer, německá fotografka (* 21. září 1894)
- 20. listopadu – Arthur Elliott, jihoafrický fotograf, který zaznamenal architekturu a každodenní život Kapského Města. Pořídil přes 10 000 fotografií Nizozemsko-Kapské architektury, čímž vytvořil bezkonkurenční obrazový záznam budov z počátku 20. století v Kapsku (* 1870)
- 27. listopadu – Walter S. Bowman, americký fotograf; průvody, železniční scény, tance, studiové portréty, domorodé Američany (* 8. února 1865)
- ? – Domenico Anderson, italský fotograf (* 1854)
- ? – Kristo Shuli, albánský spisovatel a fotograf (* 1858)